# 昂托納貢 (密歇根州)
昂托納貢（英語：Ontonagon）是一個位於美國密歇根州昂托納貢縣的村。根據2010年美國人口普查，該地共人口1494人，而該地的面積約為9.95平方千米。同時該地也是昂托納貢縣的縣治。

## 地理
昂托納貢的座標為46°42′56″N 89°18′51″W / 46.71556°N 89.31417°W，而該地的平均海拔高度為188米（即617英尺）。